# Anthony Turpel
Anthony Joseph Turpel (* 26. Januar 2000 in Los Angeles, Kalifornien) ist ein US-amerikanischer Schauspieler, der vor allem durch seine Rolle des Felix in der Hulu-Serie Love, Victor bekannt geworden ist.

## Leben
Turpel wurde in Los Angeles geboren und wuchs dort auf. Seinen ersten größeren Fernsehauftritt hatte er 2015 in der US-amerikanischen Jugendserie Henry Danger in der Rolle des Steve. Des Weiteren spielte er von 2016 bis 2018 in der Serie Reich und Schön die Rolle des R.J. Forrester. Weitere Auftritte wie unter anderem 2019 in der Comedyserie Nick für ungut folgten.
Zu seiner bisher größten Rolle gehört die des Felix in der Hulu-Serie Love, Victor, die er von Juni 2020 bis Juni 2022 verkörperte. Die Spin-off-Serie zum Film Love, Simon wurde unter anderem von Schauspieler Nick Robinson produziert und handelt von Victor, der mit seiner Familie in eine neue Stadt zieht und sich dort mit seiner sexuellen Orientierung auseinandersetzen muss, als er merkt, dass sein Herz für Mitschüler Benji schlägt. Sein Nachbar und Freund Felix steht ihm dabei zur Seite.

## Filmografie (Auswahl)
- 2015: Henry Danger (Fernsehserie, Episode 1x15)
- 2015: Life in Pieces (Fernsehserie, Episode 1x05)
- 2016–2018: Reich und Schön (The Bold and the Beautiful, Seifenoper)
- 2018: 9-1-1 (Fernsehserie, 2 Episoden)
- 2018–2019: Nick für ungut (No Good Nick, Fernsehserie, 4 Episoden)
- 2020–2022: Love, Victor (Fernsehserie, 28 Episoden)
- 2024: Die wilden Neunziger (Fernsehserie, 4 Episoden)